# 真下基行
真下 基行（ましも もとゆき、生没年不詳）は、平安時代末期から鎌倉時代前期の武蔵国児玉党（現在の埼玉県児玉町出身）の武士。通称を五郎太夫。『真下系図』によれば、姓は藤原だが、本来は有道氏。

## 児玉党系真下氏の祖

### 系図伝承の差異
複数ある系図の一つには、児玉党の本宗家2代目である児玉太夫弘行の三男であり、児玉郡の上真下・下真下・八日市、北共和の一部を所領とある。しかし、これは誤伝と考えられ、弘行と基行では生きた時代が異なる。正確には、弘行の次男である有道資行（のちの入西資行）の四男＝末子と見られ、前述の伝承も、父資行から児玉郡の真下の領地を与えられ、居住して真下を称したと見られる。遵って、元の名は、有道（入西）基行であり、真下五郎太夫基行と称した事で、児玉党系真下氏の祖となった。

## 源義経の居所 襲撃の伝承
『玉葉』の文治元年（1185年）の記述（京都の事件）として、小玉（児玉党）30騎ばかりが源義経の居所を襲撃したとある。他の軍記物には児玉党の一族が義経の居所を襲撃した記述はないが、旧家の伝書には、真下基行と塩谷五郎（塩谷氏祖の塩谷家遠の子息、維弘か）が、渋谷（土佐坊）昌俊に従い、義経の居所である堀川御所を夜襲とある（したがって、昌俊軍の83騎の内、30騎もが児玉党武士だったと考えられる）。児玉党の一族の中に、昌俊に従う者がいたと見られ、伝書には、討ち死にした昌俊の亡骸は、相談した結果、児玉郡の塩谷に埋められたとされる。『吾妻鏡』における伝承（敵に捕まって斬首された）とは異なる。

### 金王丸の墓の伝承
児玉郡の塩谷村（現児玉町塩谷）の畑の中に金王丸（渋谷金王丸）の墓と伝わる古い石の五輪がある。『武蔵国児玉郡誌』の記述では、金王丸は塩谷重家の子となったとされている。金王丸は渋谷庄司重国の兄か、あるいは祖父などとも考えられている。
土佐坊昌俊と金王丸は同一人物とする説があり、金王丸は児玉郡の塩谷に来て没したとも伝えられている。上述の旧家の伝書と合わせて考えると、捕まったのは偽装（影武者）だったとも考えられる。

## 一族の構成
基行の兄は、行業（入西氏）、遠弘（小代氏祖）、有行（越生氏祖）の3人で、それぞれ父資行から領地を与えられ、新たに氏を称した。これらの氏族は当然の事ながら、児玉党の嫡流である庄氏＝児玉氏の宗家とも同族である。基行の子息は、太郎弘忠、有弘、弘親がいる。
『武蔵七党系図』の伝承によれば、子息の一人である二郎弘忠は、上真下村（現児玉町上真下）に居住したとある。通称の伝承にも差異が見られ、別系図では五郎弘忠となっており、父子の伝承に混同が見られる。遵って、父基行が居館を築いた可能性もないわけではない。居館跡は確認されている。別の系図では、基行の三男四郎弘親（本来の通称は三郎が正しいと考えられる）は、賀美郡勅使河原村へ移住したとある（当村は丹党の支配下にある領域である）。
建久元年（1190年）、源頼朝入洛の際、後陣随兵の中に「真下太郎」の名が見え、基行の子息である弘忠を指すものと見られている（『吾妻鑑』の記述が正しければ、諸々の系図の通称の伝承は不正確と言う事になる）。嘉禎4年（1238年）、4代将軍藤原頼経の入洛にも、真下右衛門三郎の名が随兵の1番目に見える（真下三郎は弘親に比定できる）。

## 弓矢の名家
その後、真下氏の一族は、鎌倉・室町時代を通して、弓の名手として名を知られていく。鎌倉から室町期にかけて、京の弓始行事である「御的」の射手の成績を記録した『御的日記』に真下氏一族の名が散見できる。

## 備考
- 弘行は11世紀末に活躍した武将であると伝承にはあり、一方、基行が活躍したのは12世紀末と伝承されている。基行が弘行の孫の1人にすぎない事は明白である。児玉党本宗家の子息とする事で家の威厳を高めようとしたものと考えられる。実際には本宗家2代目の次男の四男であるから真下氏は分家格であり、生きた時代も本宗家4代目（庄氏）から以降の時代である。
- 旧家の伝承についてだが、影武者を用いて、塩谷村まで昌俊の逃走を手引し、そして面目を守る為に当地で亡くなったと伝え、隠蔽したと考える事もできるが、憶測の域を出ない。そもそも討ち死にした亡骸を山城国から武蔵国まで（500km以上の距離を）運ぶと言う事は、何かと問題が生じてくる。敗走時に亡骸を武蔵まで持ち帰ると言う話は合理的ではない。
- 『武蔵国児玉郡誌』の「沿革編」に、渋谷金王丸は、秩父十郎氏綱の孫、塩谷重家の子なりと記述がある（塩谷氏の先祖は秩父氏ではなく、有道氏である）。しかし、渋谷重家（後の川崎重家）と言う人物は実在するが、塩谷重家なる人物は渋谷氏の系図にも塩谷氏の系図にも確認はできず、児玉郡塩谷村にのみ伝わる話である[3]。なお『武蔵国児玉郡誌』「史蹟編 渋谷金王丸の遺蹟」では、金王丸の父を渋谷重国としている。